# Ebbo (zm. 1163)

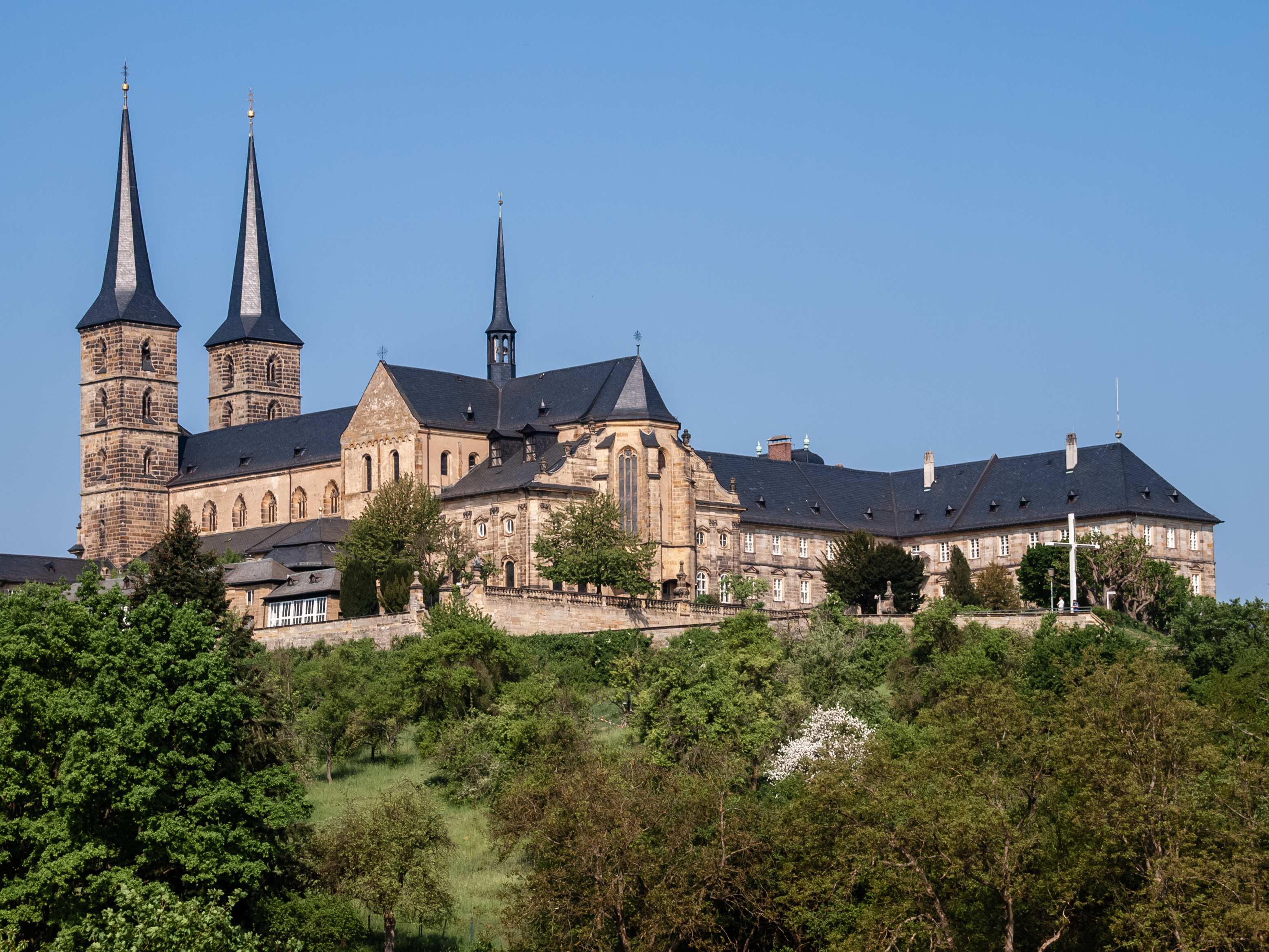
Opactwo benedyktyńskie: kościół św. Michała w Bambergu

Ebbo, łac. Ebbo Bambergensis  (zm. 1163) – mnich z benedyktyńskiego opactwa św. Michała w Bambergu, autor żywota bamberskiego biskupa Ottona.